# Veyras VS
| VS ist das Kürzel für den Kanton Wallis in der Schweiz. Es wird verwendet, um Verwechslungen mit anderen Einträgen des Namens Veyras zu vermeiden. |

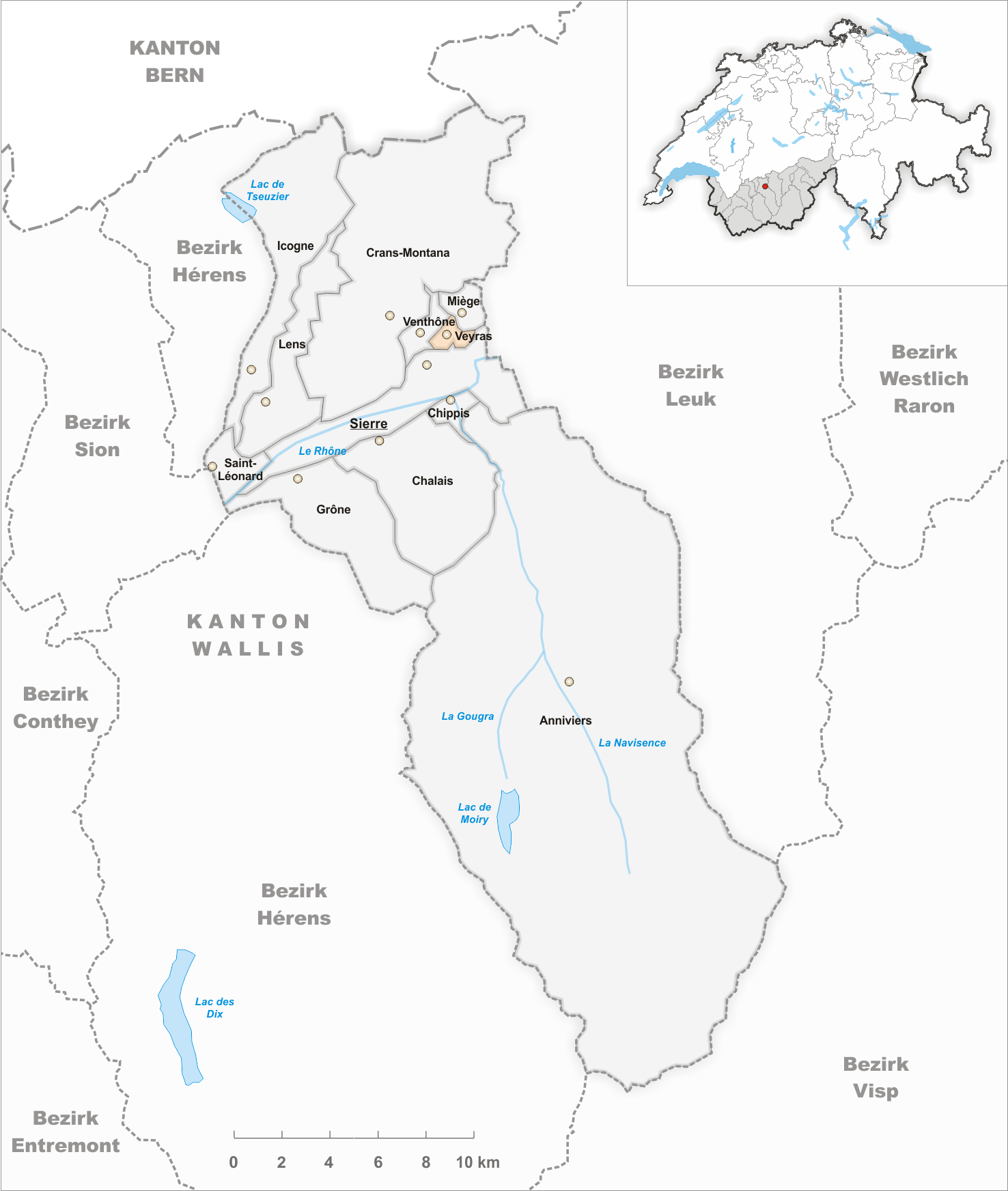
Gemeindestand vor der Fusion am 1. Januar 2021

Veyras  ist eine Ortschaft in der Gemeinde Noble-Contrée des Bezirks Siders sowie eine Pfarrgemeinde des Dekanats Siders im französischsprachigen Teil des Kantons Wallis in der Schweiz. Am 1. Januar 2021 fusionierte Veyras mit den ehemaligen Gemeinden Miège und Venthône zur neuen Gemeinde Noble-Contrée.

## Geografie
Veyras liegt in den Weinbergen am Nordhang des Rhonetals, wenige Kilometer nördlich von Siders. Die frühere Gemeinde umfasste das Dorf Veyras und den Weiler Muzot. Letzterer entstand in der zweiten Hälfte des 20. Jahrhunderts auf den Überresten einer mittelalterlichen Wüstung. Angrenzende Gemeinden waren im Norden Miège, im Osten und Süden Siders und im Westen Venthône.

## Kultur und Sehenswürdigkeiten
Im Tour Muzot, einem Wohnturm aus dem 13. Jahrhundert, lebte Rainer Maria Rilke ab 1921 bis zu seinem Tod im Jahr 1926.